# King of the Dead
| Recensione | Giudizio |
| ---------- | -------- |
| AllMusic   | [ 1 ]    |

King of the Dead è il secondo album in studio del gruppo musicale statunitense Cirith Ungol, pubblicato nel luglio del 1984 e prodotto dagli stessi Cirith Ungol. Fu ristampato nel settembre 1999.

## Tracce
Testi e musiche di Cirith Ungol, eccetto dove indicato.
1. Atom Smasher – 4:12
2. Black Machine – 4:16
3. Master of the Pit – 7:09
4. King of the Dead – 6:49
5. Death of the Sun – 3:54
6. Finger of Scorn – 8:34 (Greg Lindstrom)
7. Toccata in Dm – 4:37 (Johann Sebastian Bach)
8. Cirith Ungol – 6:24 (Greg Lindstrom, Cirith Ungol)

Durata totale: 45:55
Traccia bonus della versione rimasterizzata nel 1999
1. Last Laugh (Live) – 4:22 – Presente nella versione rimasterizzata nel 1999 dalla Metal Blade Records.

## Formazione
- Tim Baker – voce
- Jerry Fogle – chitarra elettrica
- Michael "Flint" Vujejia – basso elettrico
- Robert Garven – batteria